# 위후두신경
위후두신경(superior laryngeal nerve) 또는 상후두신경(上喉頭神經)은 미주신경의 가지이다. 미주신경 아래신경절의 중간에서 시작된 위후두신경은 주행 도중 교감신경계의 위목신경절로부터 가지를 받는다.
위후두신경은 후두 점막으로부터의 감각 정보를 전달하는 속후두신경과, 반지방패근에 분포하여 운동신경의 역할을 하는 바깥후두신경의 두 가지로 이루어져 있다.

## 구조
위후두신경은 속목동맥의 뒤쪽에서 인두의 측면을 내려와 바깥가지와 속가지로 갈라진다.
바깥후두신경(external laryngeal nerve)은 바깥쪽에 위치한 더 작은 가지로, 복장방패근의 아래에서 후두를 내려가 반지방패근에 분포한다. 바깥가지는 반지방패근을 활성화시켜 성대를 긴장시킨다. 바깥가지에서는 아래인두수축근 위쪽 부분과 인두신경얼기로 가지를 내고, 속목동맥 뒤쪽에서는 위심장신경과 교통한다.
속후두신경(internal laryngeal nerve)은 안쪽에 위치한 가지로 방패목뿔막을 따라 내려가다가 위후두동맥과 함께 막을 뚫고 후두의 점막에 분포한다. 속후두신경의 감각신경섬유 일부는 후두덮개, 혀의 바닥, 후두덮개의 샘 등에 분포하고 나머지 일부는 뒤쪽으로 주행하여 모뿔덮개주름에서 후두 입구부터 성대까지의 후두 점막에 분포한다.
방패연골 속면의 점막 아래를 따라 내려가는 미세섬유는 되돌이후두신경에 합류한다. 성대보다 위쪽에 있는 후두의 감각 정보는 속후두신경에 의해 전달된다. 성대보다 아래쪽의 감각 정보는 되돌이후두신경의 가지들에 의해 전달된다. 성대 자체에는 양쪽 신경 모두가 분포한다.

## 기능
위후두신경은 양쪽 반지방패근에 분포한다.

## 임상적 중요성
위후두신경 마비로 인해 목소리의 높이가 바뀔 수 있으며 반지방패근이 마비된다. 마비가 발생한 지 3달 동안 회복되지 않을 경우 손상이 영구적으로 진행할 가능성이 매우 높다. 양측성 마비는 쉰목소리와 같은 증상을 보인다. 갑상샘을 제거하는 수술인 갑상샘절제술 중에 위후두신경이 손상될 수 있다. 바깥후두신경 먼쪽 부분에 생기는 흔한 해부학적 변이나, 신경과 아래인두수축근 간의 위치 관계에 대한 이해는 신경을 수술 중에 확인하고 보존하는 데에 중요하다. 한편 바깥가지는 위갑상동맥의 바로 깊은쪽에 위치하고 있으므로 갑상샘절제술이나 반지방패연골절개술 중에 손상되기 쉽다. 이로 인해 소리의 높이를 바꾸는 능력이 손상되며 목이 소리를 낼 때 쉽게 지치게 되며, 대개 소리가 단조롭게 나는 양상을 보인다.
속후두신경이 과민하게 반응하면 조절되지 않는 기침이 나게 되는데, 이는 주로 후두인두에 있는 음식물이나 물에 의한 것이다. 목 앞쪽을 통해 접근하는 수술 등으로 인해 속가지가 손상될 수 있는데, 손상이 생기면 기침의 후두반사가 소실되며 흡인성 폐렴의 위험이 증가한다.

## 추가 이미지

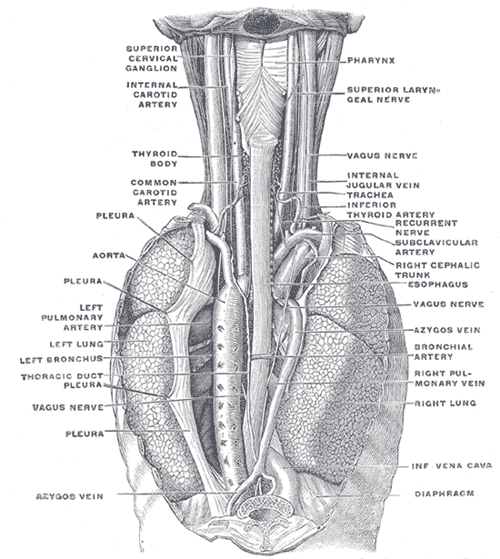
목과 뒤세로칸에서의 식도의 위치. 뒤에서 본 모습.

## 참고 문헌
이 문서는 현재 퍼블릭 도메인에 속하는 그레이 해부학 제20판(1918) page 912의 내용을 기초로 작성된 글이 포함되어 있습니다.
1. ↑  Duarte, Robert A.; Argoff, Charles E. (2009년 1월 1일),  Argoff, Charles E.; McCleane, Gary, 편집., “Chapter 19 - Glossopharyngeal and other Facial Neuralgias”, 《Pain Management Secrets (Third Edition)》 (영어) (Philadelphia: Mosby), 116–118쪽, ISBN 978-0-323-04019-8, 2021년 1월 12일에 확인함
2. ↑  Jansson S, Tisell LE, Hagne I, Sanner E, Stenborg R, Svensson P (1988). “Partial superior laryngeal nerve (SLN) lesions before and after thyroid surgery”. 《World J Surg》 12 (4): 522–7. doi:10.1007/BF01655439. PMID 3420935. S2CID 8105192.
3. ↑  Barczyński M, Randolph GW, Cernea CR, Dralle H, Dionigi G, Alesina PF, Mihai R, Finck C, Lombardi D, Hartl DM, Miyauchi A, Serpell J, Snyder S, Volpi E, Woodson G, Kraimps JL, Hisham AN (2013). “External branch of the superior laryngeal nerve monitoring during thyroid and parathyroid surgery: International Neural Monitoring Study Group standards guideline statement”. 《Laryngoscope》. 123 Suppl 4: S1–14. doi:10.1002/lary.24301. PMID 23832799. S2CID 29270084.
4. ↑  Friedman M, LoSavio P, Ibrahim H (2002). “Superior laryngeal nerve identification and preservation in thyroidectomy”. 《Arch. Otolaryngol. Head Neck Surg.》 128 (3): 296–303. doi:10.1001/archotol.128.3.296. PMID 11886347.
5. ↑  Potenza AS, Araujo Filho VJ, Cernea CR (2017). “Injury of the external branch of the superior laryngeal nerve in thyroid surgery”. 《Gland Surg》 6 (5): 552–562. doi:10.21037/gs.2017.06.15. PMC 5676167. PMID 29142848.
6. ↑  Kiray A, Naderi S, Ergur I, Korman E (2006). “Surgical anatomy of the internal branch of the superior laryngeal nerve”. 《Eur Spine J》 15 (9): 1320–5. doi:10.1007/s00586-005-0006-7. PMC 2438561. PMID 16402208.